# Bataille de Palo Hincado
Guerre d'indépendance espagnole
La bataille de Palo Hincado, le 7 novembre 1808, fut le troisième grand affrontement militaire entre les troupes d'occupation françaises et les habitants de la colonie d'Hispaniola, menés par leur futur gouverneur Juan Sánchez Ramírez, démontrant la volonté de ces derniers de continuer à rester sous domination espagnole.

## L'occupation française depuis fin 1803
Après la débâcle de l'expédition de Saint-Domingue en décembre 1803, les Espagnols, afin de ménager Napoléon Bonaparte, tolèrent sur leur territoire la présence des troupes françaises sous les ordres des généraux Jean-Louis Ferrand et François-Marie Perichou de Kerversau. Ces troupes stationnent dans la partie est de l'île, l'actuelle République Dominicaine.

## Débuts de laReconquistadans l'est

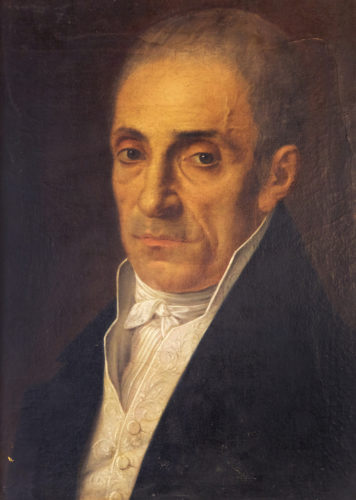
Juan Sánchez Ramírez.

En 1808, dans le sud-ouest du pays opéraient déjà, avec l'appui d'Haïtiens, les meneurs Ciriaco Ramírez et Cristóbal Uber Franco, eux-mêmes appuyés par le gouverneur de Porto Rico, le général Toribio Montes. Le 17 septembre de cette même année, Juan Sánchez Ramírez profita de l'arrivée d'un navire espagnol à Samaná pour écrire et demander de l'aide au gouverneur Montes. Le 28 du même mois arrivait, de Porto Rico, la goélette espagnole Monserrate avec la nouvelle de l'arrivée imminente du soutien sollicité par Sánchez. Alors que Ferrand, le gouverneur français, au courant des événements, se préparait à mater la rébellion imminente, Sánchez Ramírez gagnait une à une, pour la cause de la Reconquista, les autorités créoles qui étaient au service de la France dans la région orientale. Ensuite, il lui fut facile de prendre la Villa del Seibo le 26 octobre.
Le 29 octobre, à l'embouchure du Río Yuma (Boca de Yuma), arriva le soutien envoyé par le gouverneur Montes depuis Porto Rico. Sánchez Ramírez partit lui-même l'accueillir à cheval. Le matériel qui avait été embarqué dans une brigantine, une goélette et deux vedettes équipées de canons, consistait en quatre cents fusils avec baïonnettes et deux cents sabres. En outre, il y avait aussi deux cents volontaires, pour la plupart émigrés. La brigantine et la goélette, que l'on appelaient respectivement Federico et Render, devaient ensuite retourner à Porto Rico, chargées d'acajou.
C'est à ce moment que Ferrand partit pour El Seibo avec une armée respectable, décidé à mater la révolte. Le moment était grave pour les révolutionnaires. Il était urgent de faire de Samaná un bastion de la Reconquista, car sans la possession d'une place-forte portuaire, les vivres et renforts auraient du mal à être acheminés aux révoltés. Sánchez Ramírez profita alors de la présence de bateaux de guerre de la Royal Navy (Angleterre) au large des côtes et demanda au commandant Dashwood, de la frégate La Franchise, d'attaquer la garnison française de Samaná. En échange, Sánchez Ramírez lui assura qu'il pouvait compter sur la coopération du commandant de Sabana de la Mar, Diego de Lira, déjà allié à la cause hispanique.

## La révolution s'organise
Des volontaires débarqués à Yuma, le seul véritable militaire qui resta en terre dominicaine pour faire la campagne fut le lieutenant de milice Francisco Díaz qui s'incorpora au contingent de Sánchez Ramirez en qualité de compatriote volontaire. Étant un des seuls qui avaient connaissance des tactiques militaires, Sánchez Ramírez lui confia le commandement de la logistique jusqu'au Seibo. Il le chargea ensuite d'organiser la préparation militaire et le choix de la position la plus avantageuse pour attendre l'ennemi qui s'approchait. Après une étude de toute la zone, Díaz choisit les environs de Magarín.
À Higüey, le 3 novembre à l'aube, le caudillo dominicain, à la tête de ses hommes, organisait des compagnies et distribuait armes et munitions. Très tôt, les troupes se réunirent au sanctuaire de Nuestra Señora de la Altagracia et écoutèrent la messe. Au terme de la cérémonie, on reçut la nouvelle que les Français étaient très près du Seibo. Sánchez Ramírez donna alors l'ordre d'entreprendre la marche vers l'Ouest, à la rencontre de l'ennemi. Le 5 novembre, Sánchez Ramírez continua à organiser son armée improvisée en incorporant les volontaires qui continuaient à arriver. L'aménagement et la distribution des armes et des munitions était à charge du lieutenant Díaz.
Dans la nuit arriva une intimation du général français Ferrand, dans laquelle il annonçait qu'il arriverait au Seibo le 7. À l'intimation de Ferrand, Sánchez Ramírez répondit qu'il était disposé à mesurer ses forces avec les Français. Ferrand prit cela comme une fanfaronnade et ne put s'empêcher de sourire. De par son armement et la supériorité tactique de ses hommes, il se voyait sûrement déjà en vainqueur face aux créoles, peu préparés et mal armés. Il ne fit pas cas des avertissements qui indiquaient qu'il ne fallait pas négliger la valeur des soldats de Sánchez Ramírez, surtout pas leur maniement de l'arme blanche et leur goût pour les combats.

## Campagne révolutionnaire duSeibo
Le 6 novembre, Sánchez Ramírez arriva à Magarín et il lui parut que l'emplacement n'avait pas été bien choisi par le lieutenant Francisco Díaz. Il décida alors que Palo Hincado, à l'ouest du Seibo, réunissait de meilleures conditions. Mais la pluie ne cessait pas, avec toutes ses conséquences défavorables. À l'aube du 7 novembre, aux environs de Candelaria, les troupes de Sánchez Ramírez durent établir un campement afin de sécher les canons, les munitions et les troupes, et fournir des lances aux cavaliers. Arrivé à Palo Hincado, entre neuf et dix heures du matin, il s'installa avec son état-major au complet, dispensant ses ordres pour placer convenablement ses troupes.
Entre beaucoup d'autres dispositions, il prit celle d'ordonner au portoricain José Rosa de se cacher avec trente fusiliers pour distraire l'attention de l'ennemi lorsque cesserait le feu à l'avant. Rosa faisait partie des troupes arrivées à Yuma le 29 octobre. Situé au centre de son armée, il plaça à sa droite Manuel Carvajal et à sa gauche Pedro Vásquez. Miguel Febles lui servirait d'adjudant major. Sánchez Ramírez recommanda d'assaillir à l'arme blanche après la première salve, pour éviter que la tactique et le meilleur armement des Français ne prenne le dessus. Il termina la harangue en annonçant qu'il appliquerait la peine de mort au soldat qui tournerait en arrière la face ; au tambour qui sonnerait la retraite et à l'officier qui l'ordonnerait, même lui-même.
| Pena de la vida al que volviere la cara atrás, pena de la vida al tambor que tocare retirada, y pena de la vida al oficial que lo mandare aunque sea yo mismo. Juan Sánchez Ramírez | Mort à celui qui retourne la face en arrière, mort au tambour qui sonne la retraite, et mort à l'officier qui le lui a ordonné, même si c'est moi-même. Juan Sánchez Ramírez |

De cette manière il obligea tout le monde, lui y compris, à penser qu'il était mieux de mourir en combattant qu'en se déshonorant. Son exclamation finale fut un vivat à Ferdinand VII, le prince qui à ce moment personnifiait les meilleurs espoirs espagnols.

## Bataille de Palo Hincado

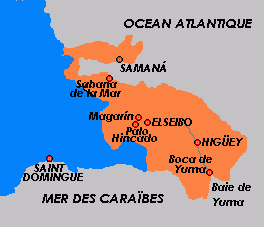
Carte de Palo Hincado et ses environs.

La bataille allait être décisive, puisque le gouverneur lui-même venait avec le plus gros des forces dont il disposait et sa défaite signifierait le triomphe de la campagne. Les Français commencèrent les hostilités vers les environs de midi. La cavalerie française s'avança pour couper l'aile gauche hispanico-créole. Les cavaliers dirigés par le capitaine Antonio Sosa coururent à la rencontre de ceux-ci, les obligeant à tirer sur leurs brides. Ce premier choc corps à corps fut sanglant. Sánchez Ramírez donna alors l'ordre d'avancer à la cavalerie de son aile droite, dirigée par le capitaine Vicente Mercedes, opération qui fut exécutée avec une grande rapidité, en enroulant l'ennemi. Dix minutes de lutte suffirent pour que le champ de bataille soit couvert de cadavres français.
La tactique de Sánchez Ramírez consista, comme consignée dans son Journal, à transformer rapidement le duel des tirs à distance en combats au corps à corps, dans lequel les dominicains étaient experts. Ils l'exécutèrent avec une telle prestance et audace qu'il y eut seulement sept morts de leur côté. 
Parmi ceux-ci, significativement, les chefs des deux corps de cavalerie, les capitaines Antonio Sosa et Vicente Mercedes.

## Conséquences
En voyant défaits ses bataillons, le général Ferrand s'enfuit précipitamment en direction de Santo Domingo avec un groupe d'officiers survivants, poursuivis par un escadron commandé par le colonel Pedro Santana, père homonymique du futur président de la République. Les fugitifs gagnèrent du terrain et traversèrent une rivière. L'escadron arrêta là la poursuite, de peur d'être vulnérable en terrain découvert, à la merci de tireurs embusqués les attendant. Ce qui permit aux fugitifs de s'arrêter et de se reposer dans la vallée de Guaiquía. À cet endroit, Ferrand, malheureux et dominé par le découragement, se suicida d'un coup de pistolet dans la tête.

## Sources
- Delafosse, Lemonnier. Seconde Campagne de Saint Domingue (Guerre Franco-Dominicaine de 1808), 1946.
- Guillermin, Gilbert. Journal Historique de la révolution de la partie espagnole de Saint Domingue, Imp. P.V. Lafourcade, Philadelphie, USA 1810.
- Sánchez Ramírez, Juan. Diario de la Reconquista, Editora Montalvo, Santo Domingo (R.D.) 1957.
- Troncoso Sánchez, Pedro. El drama de la idea nacional en Santo Domingo y su relación con Puerto Rico, Acad. de Ciencias de República Dominicana, 1977.